# Скуби-Ду и тайна лох-несского чудовища
«Скуби Ду и Лох-несское чудовище» (англ. Scooby-Doo! & The Loch Ness Monster) — полнометражный рисованный мультипликационный фильм 2004 года, седьмой в серии о Скуби-Ду, выпущенных сразу на видео. Релиз состоялся 22 июня 2004 года.

## Сюжет
Герои фильма отправляются в Шотландию, где находится родовой замок Дафны. После того, как они увидели в окне монстра, а потом он ещё и гнался за Шэгги и Скуби-Ду, сомнений не осталось — Лох-несское чудовище существует.

## Роли озвучивали
- Фрэнк Уэлкер — Скуби-Ду / Фред Джонс / Лэхлан Хаггарт
- Кейси Кейсем — Шэгги Роджерс
- Минди Кон — Вельма Динкли
- Грей Делайл — Дафна Блейк / Шеннон Блейк
- Майкл Белл — Дункан Макгаббин / Макэнтайер
- Джефф Беннетт — Дэл Чиллман / Сэр Йен Локсли
- Шина Истон — профессор Фиона Пэмброук
- Джон Ди Маджо — Колин Хаггарт
- Фил Ламарр — Ангус Хаггарт

## Факты
- Первый из мультфильмов серии, выпущенный сразу на видео. Герои носят ту же одежду, что и в мультсериале «Что новенького, Скуби-Ду?».
- Ретро-стиль изображения меняется, начиная с этого мультфильма — герои нарисованы так же, как и в мультсериале «Что новенького, Скуби-Ду?».

## Новелизация
Издательство «Scholastic Inc.» выпустило иллюстрированную книгу по мотивам мультфильма. Автор — Сьюзанн Уэйн (англ. Suzanne Weyn).